# Kamber
Kamber (o Camber) es un legendario rey de Cambria, de acuerdo con la  Historia Regum Britanniae de Godofredo de Monmouth.

## Leyenda
Kamber fue uno de los hijos de Bruto de Troya y, a continuación, un descendiente de Eneas. Después de la muerte de su padre heredó una región llamada Cambria, lo que corresponde más o menos hoy con el País de Gales.
Se unió a su hermano Locrinus para derrotar al rey Humber Unni para vengar el asesinato de su hermano menor, Albanatto.
- Datos: Q16867439
- Multimedia: King Camber / Q16867439